# A Sailor Went to Sea
A Sailor Went to Sea (en français : Un Marin est Allé à la Mer) est une comptine pour enfant en anglais. D'abord appelée Mon Père est Allé à la Mer, elle est ensuite devenue plus largement connue sous le nom Un Marin est Allé à la Mer. Elle est généralement chantée sur la mélodie de The Sailor's Hornpipe.

## Paroles
A sailor went to sea, sea, sea
To see what he could see, see, see
But all that he could see, see, see
Was the bottom of the deep blue sea, sea, sea.
En français :
Un marin est allé à la mer, mer, mer
Pour voir ce qu'il pouvait voir, voir, voir
Mais tout ce qu'il pouvait voir, voir, voir
Est le fond de la mer d'un bleu profond, mer, mer.

## Dans la culture
La chanson a été parodiée dans un épisode de Les Végétaloufs sous le titre Certains Légumes sont Allés À la Mer.